# Maciej Jarosz (siatkarz)
Maciej Krzysztof Jarosz (ur. 4 marca 1959 we Wrocławiu) – polski siatkarz, trzykrotny srebrny medalista mistrzostw Europy, trener, olimpijczyk z Moskwy 1980.

## Kariera sportowa
Swój pierwszy sukces osiągnął jako junior zdobywając w roku 1975 brązowy medal mistrzostw Europy juniorów w Osnabrück. W roku 1977 wywalczył wraz z kolegami z drużyny 4. miejsce w mistrzostwach Europy juniorów rozgrywanych w Montpellier.
Będąc zawodnikiem Gwardii Wrocław zdobył w latach 1980–1982 tytuł mistrza Polski, dwukrotnie tytuł wicemistrza (w latach 1983–1984) oraz brązowy medal w roku 1979. W sezonie 1980/1981 startując w Pucharze Europy Mistrzów Krajowych wywalczył 3. miejsce.
W reprezentacji Polski rozegrał 176 spotkań w latach 1977–1982. Trzykrotny srebrny medalista mistrzostw Europy z Helsinek w roku 1977, Paryża w roku 1979, Sofii w roku 1981. Uczestnik mistrzostw świata w roku 1982 w Buenos Aires, podczas których Polska zajęła 6. miejsce. Dwukrotny uczestnik Pucharu Świata w latach 1977, 1981 rozgrywanego w Tokio podczas, których Polska drużyna zajęła 4. miejsca.
Na igrzyskach olimpijskich w 1980 roku był członkiem drużyny, która zajęła 4. miejsce.
Będąc zawodnikiem belgijskiego klubu Desimpel Torhont wywalczył w roku 1990 mistrzostwo Belgii oraz 3. miejsce w Pucharze CEV.
Po zakończeniu kariery sportowej podjął pracę trenera. Będąc trenerem AZS Częstochowa w roku 1999 zdobył tytuł mistrza Polski, a w roku 2000 - brązowy medal mistrzostw Polski.
W roku 1980 został uznany najlepszym siatkarzem Polski.
Od 2014 roku komentuje mecze siatkówki na sportowych antenach Polsatu (m.in. mecze Ligi Światowej, World Grand Prix, Pucharu Świata, Ligi Mistrzów, Ligi Mistrzyń, PlusLigi i OrlenLigi).

## Życie prywatne
Syn Zbigniewa Jarosza, zawodnika klubów wrocławskich oraz drużyny narodowej w piłce siatkowej oraz Marii Ronczewskiej-Jarosz, wielokrotnej rekordzistki i reprezentantki Dolnego Śląska, członkini kadry narodowej w latach 1951– 1953, medalistki mistrzostw Polski na 100 i 200 m stylem klasycznym.
Jego synowie również grali w siatkówkę: starszy syn, Marcin Jarosz, jest obecnie trenerem, młodszy, Jakub Jarosz, jest reprezentantem Polski.